# Siobon Julu
Siobon Julu is een bestuurslaag in het regentschap Mandailing Natal van de provincie Noord-Sumatra, Indonesië. Siobon Julu telt 596 inwoners (volkstelling 2010).